# Marat Fachrislamowitsch Murtasin
Marat Fachrislamowitsch Hazrat Murtasin (russisch Марат Фахрисламович Муртазин; * 26. Dezember 1957 in Kasan) ist eine Persönlichkeit des Islam in der Russischen Föderation. Er war der Präsident der 1999 gegründeten Islamischen Universität Moskau und ist der stellvertretende Vorsitzende des Muftirates von Russland.